# 董俊 (弘治進士)
董俊（1460年—？），字虞臣，湖廣辰州衛官籍，浙江鄞縣人，明朝政治人物。

## 生平
湖廣鄉試第三十五名舉人。弘治六年（1493年）中式癸丑科會試第一百六十八名，二甲第七十三名進士。

## 家族
曾祖董仲亨；祖父董良；父董昱，百戶。母劉氏。严侍下。弟董傑。